# ديوجو روسادو
ديوجو روسادو (21 فبراير 1990 ببينيتشي في البرتغال - ) هو لاعب كرة قدم برتغالي في مركز الوسط. شارك مع منتخب البرتغال تحت 17 سنة لكرة القدم ومنتخب البرتغال تحت 18 سنة لكرة القدم ومنتخب البرتغال تحت 19 سنة لكرة القدم ومنتخب البرتغال تحت 20 سنة لكرة القدم ومنتخب البرتغال تحت 21 سنة لكرة القدم. أما مع النوادي، فقد لعب مع بلاكبيرن روفرز وريال سبورت كلوب وسبورتينغ لشبونة ونادي أرليه أفينيون ونادي إيرميس أراديبو ونادي باسوش دي فيريرا ونادي فيتوريا سيتوبال ونادي بينفايل ونادي فييرينسي ونادي بنفيكا بي ‏.

## روابط خارجية
- ديوجو روسادو على موقع قاعدة بيانات كرة القدم.إي يو (الإنجليزية)
- ديوجو روسادو على موقع قاعدة بيانات كرة القدم.إي يو (الإنجليزية)
- ديوجو روسادو على موقع Soccerway.com (الإنجليزية)
- ديوجو روسادو على موقع عالم كرة القدم.نت (الإنجليزية)
- ديوجو روسادو على موقع AS.com (الإسبانية)